# Exed Exes
Exed Exes (エグゼドエグゼス) est un jeu vidéo de type shoot 'em up à scrolling vertical développé et édité par Capcom, sorti en février 1985 sur système d'arcade : Z80 Based. Il est sorti aux États-Unis sous le nom Attack of the Savage Bees (ou plus simplement Savage Bees). Il a ensuite été porté sur Famicom la même année,.
Il a été inclus sur les compilations Capcom Generations Vol. 3 pour Saturn et PlayStation, puis sur Capcom Classics Collection Vol. 1 pour PlayStation 2 et Xbox, et sur Capcom Classics Collection: Reloaded pour PlayStation Portable.